# Dombrunnen (Augsburg)

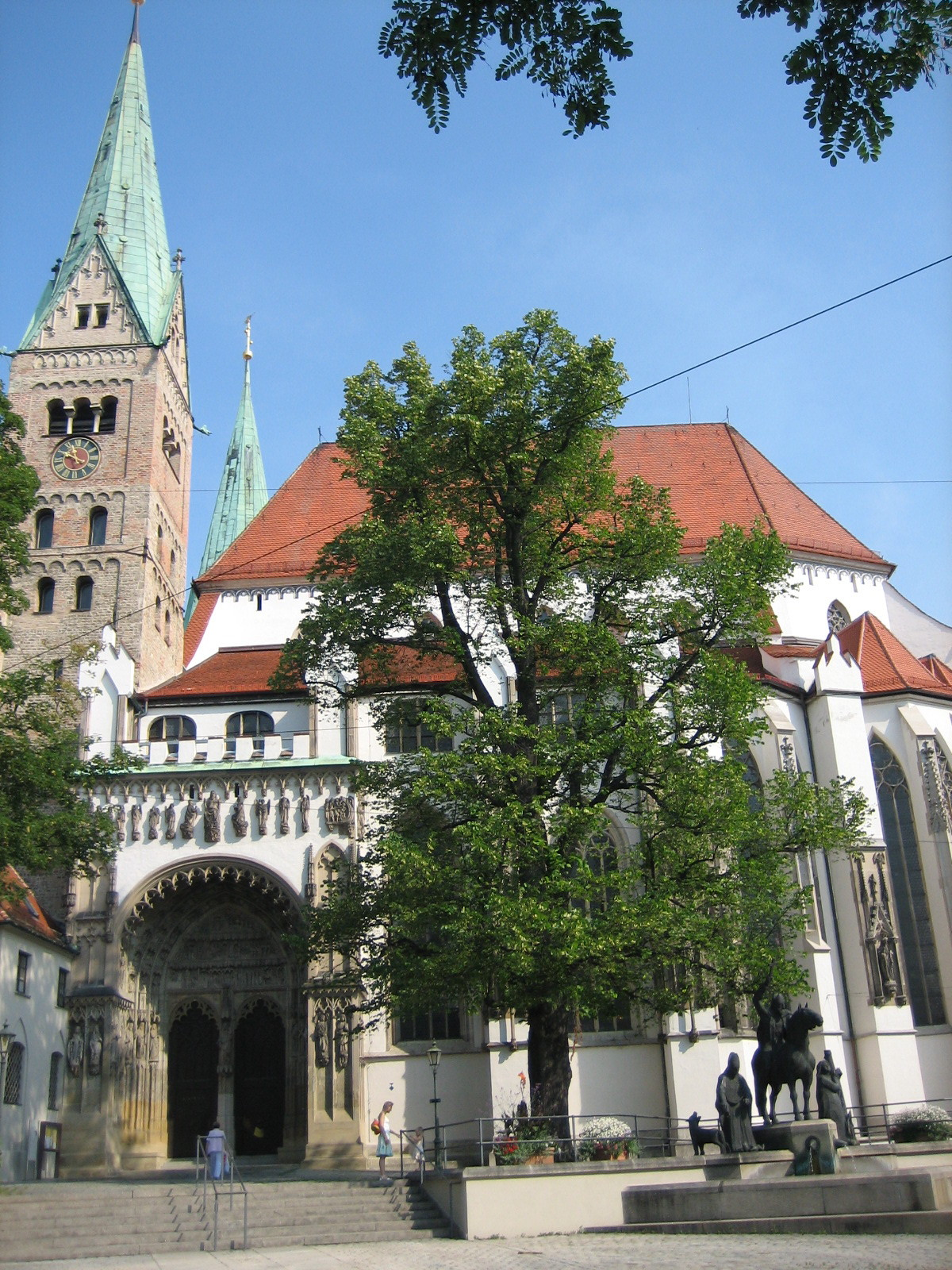
Der Dombrunnen vor dem hohen Ostchor und dem Portal

Der Dombrunnen in Augsburg befindet sich im Süden des Ostchors des Augsburger Doms auf dem Domplatz und besteht aus einer Figurengruppe der drei Bistumspatrone Bischof Ulrich, Hl. Afra und Bischof Simpert.

## Erscheinungsbild

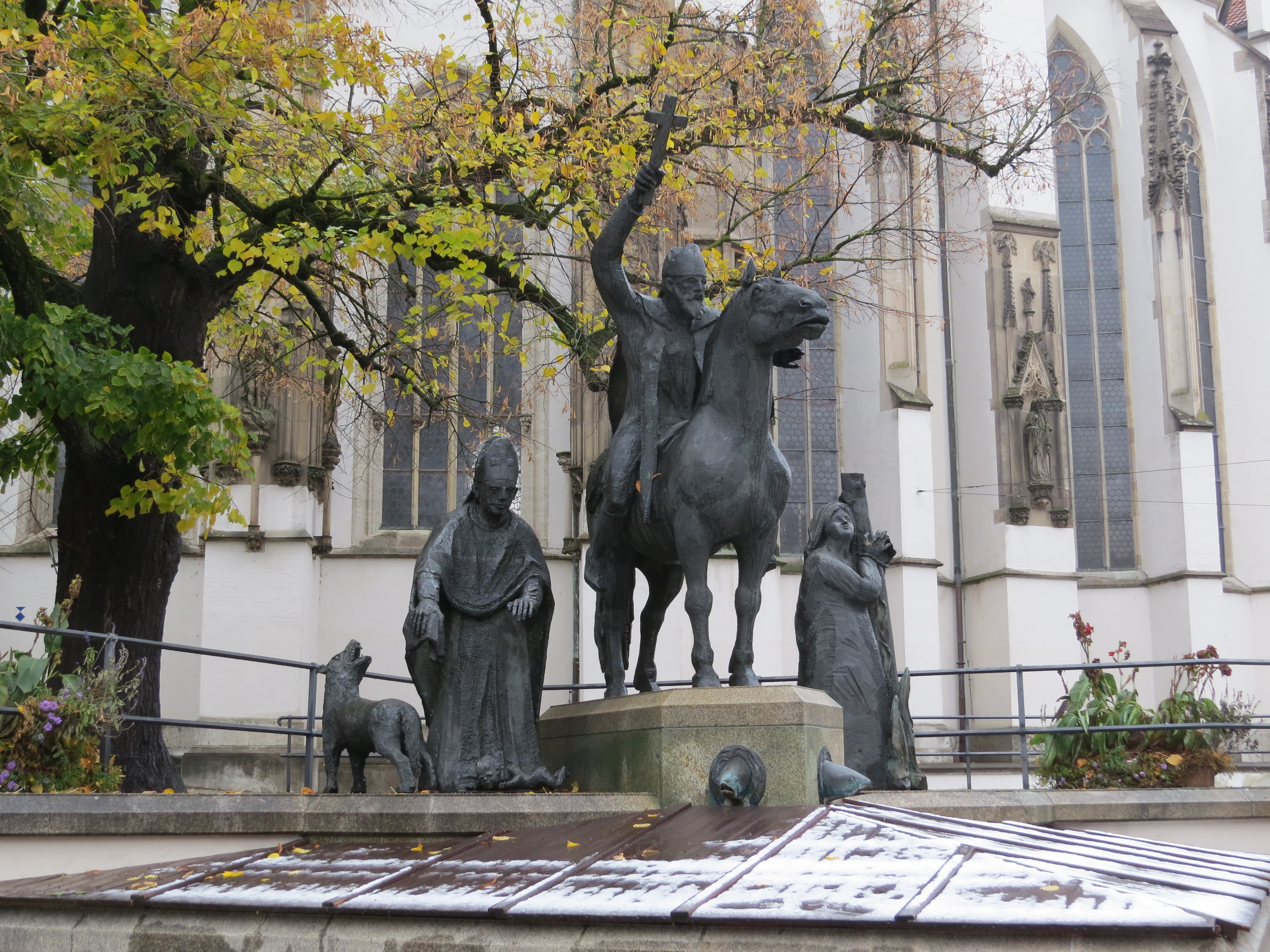
Der Dombrunnen mit den drei Bistumsheiligen

Die lebensgroßen Bronzefiguren der drei eng mit Augsburg verbundenen Bistumspatrone sind: Der heilige Bischof Ulrich, die heilige Afra und der heilige Bischof Simpert. Ulrich ist zu Pferde mit erhobenem Kreuz dargestellt in Erinnerung an seine Rolle bei der Schlacht auf dem Lechfeld. Afra ist während ihres Martyriums abgebildet, das sie laut Überlieferung an einen Baumstamm gefesselt durch Enthaupten oder Verbrennen erlitt. Simperts Attribute sind ein Säugling und ein Wolf, da laut Tradition seine Fürbitte ein von einem Wolf geraubtes Kind rettete.
Zum Brunnen gehört auch ein dreieckiges Wasserbecken, das aus Flossenbürger Granit gefertigt wurde. In das Brunnenbecken ergießt sich Wasser aus zwei Fischköpfen.

## Geschichte
Die Bronzefiguren entstanden 1986  und sind ein Werk von Josef Henselmann (1898–1987), der zuvor den bronzenen Hochaltar im Ostchor des Doms geschaffen hatte. Es handelt sich um das letzte Werk des Münchener Bildhauers, der Professor an der Akademie der Bildenden Künste in München und auch langjähriger Leiter dieser Hochschule war.
Die übrige Brunnenanlage stammt von dem Augsburger Architekt Hans Engel und dem Umweltgestalter Friedrich Pfister.